# Doronicum grandiflorum
Doronicum grandiflorum là một loài thực vật có hoa trong họ Cúc. Loài này được Lam. mô tả khoa học đầu tiên năm 1786.